# Vertrouwen

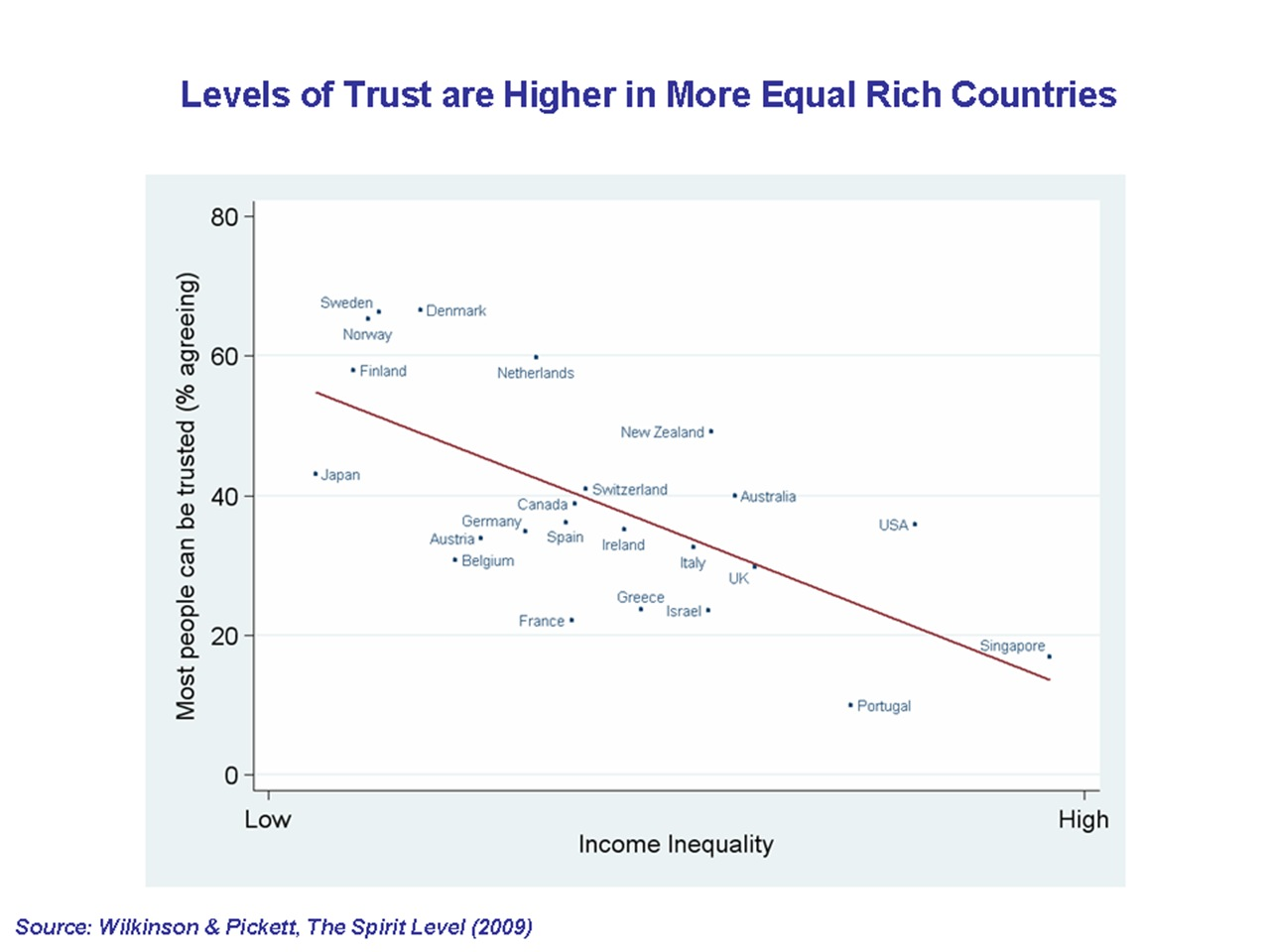
Niveaus van vertrouwen zijn hoger in landen met een lagere economische ongelijkheid

Vertrouwen is het hebben van een vaste overtuiging dat een gewenste omstandigheid, waarvan de beheersing buiten de eigen macht ligt, zich voor zal doen. Op vertrouwen moet een beroep worden gedaan als over de omstandigheid geen zekerheid gekregen kan worden. Als zekerheid bestaat is vertrouwen immers overbodig. 
Voor vertrouwen is nodig dat men bereid is risico te lopen, omdat vertrouwen een element van onzekerheid in zich draagt, n.l. het risico dat de gewenste omstandigheid zich niet voor zal doen. Terecht gesteld vertrouwen moet daarom gerechtvaardigd worden door het te funderen op redelijke aannames. 
Men kan uitstekend op vakantie gaan naar de Shetlandeilanden, maar vertrouwen op een zonnige strandvakantie is dan niet te rechtvaardigen; men moet zelf voldoende onderzoek doen naar de te verwachten omstandigheden. Daartoe moet men zich allereerst een beeld vormen van het belang dat de gewenste omstandigheid heeft.
Bij vertrouwen op een ander persoon moet men zich ervan vergewissen of die ander de vaardigheid en de wil heeft het gewenste te doen; bovendien moet men een goed beeld hebben van de betrouwbaarheid van die ander en bij een groot belang moet men zich afvragen of het redelijk is een ander te vragen aan dit belang te voldoen. Vertrouwen kent dan een wederkerigheid: de ander moet voldoende betrouwbaar zijn, maar voor de ander moet de belanghebbende tevens de moeite waard zijn om zich de inspanning te getroosten.
Vertrouwen heeft in zowel sociale als psychologische zin verschillende connotaties. De meest gangbare definitie van vertrouwen omvat de volgende elementen:
- Bereidheid van een persoon of groep om afhankelijk te zijn van de daden van een andere persoon of groep.
- Geloven dat een ander eerlijk is of dat iets goed zal gaan.[5]
- Verwachting van een persoon dat degene die hij/zij vertrouwt zal handelen op een manier die hem/haar niet zal benadelen, met het risico in een nadelige positie te belanden indien de ander dit vertrouwen schaadt.
- Zelf niet weten, en zich verlaten op een ander.

In sociologie en psychologie is de mate waarin twee groepen elkaar vertrouwen een maatstaf voor het geloof in de eerlijkheid en aardigheid van de ander. Vertrouwen speelt een belangrijke rol in bijvoorbeeld familiebanden, relaties, binnen bedrijven en andere sociale groepen. De gave van mensen om in te schatten of iemand te vertrouwen is, kan worden teruggevoerd naar een neurobiologische structuur en activiteit in de hersenen.
Sociologie beschouwt vertrouwen als een van de sociale constructies van de samenleving en iets wat elke samenleving nodig heeft. Sociologie focust zich dan ook sterk op de positie die vertrouwen speelt in de gemeenschap. Interesse in vertrouwen is sinds de jaren 80 van de 20e eeuw sterk gegroeid.
In de psychologie wordt vertrouwen omschreven als “geloven dat de persoon die men vertrouwt zal doen wat men van hem verwacht”. Volgens psychoanalist Erik Erikson begint het eerste opbouwen van vertrouwen al in de eerste twee jaar van een mensenleven. De mate waarin dit vertrouwen wordt bevestigd of geschaad kan op latere leeftijd van grote invloed zijn.